# Marcela Kościańczuk
Marcela Agata Kościańczuk – polska kulturoznawczyni, psycholog i psychoterapeutka; doktor habilitowany nauk humanistycznych w dyscyplinie nauk o kulturze i religii, profesor uczelni w Zakładzie Semiotyki Kultury Instytutu Kulturoznawstwa Uniwersytetu im. Adama Mickiewicza w Poznaniu.

## Życiorys
Ukończyła studia kulturoznawcze na Uniwersytecie im. Adama Mickiewicza w Poznaniu (2007) oraz studia psychologiczne w poznańskiej filii Uniwersytetu SWPS. Stopień doktora nauk humanistycznych uzyskała w 2011 roku na macierzystej uczelni, na podstawie pracy pt. Tożsamość członków wspólnot Żydów mesjańskich, w perspektywie jednostkowej i zbiorowej, której promotorem była Anna Grzegorczyk. Habilitowała się w 2020 roku na podstawie oceny dorobku naukowego oraz rozprawy O możliwościach interdyscyplinarnej współpracy między pomocą psychologiczną i animacją społeczno-kulturową w pracy z mniejszościami kulturowymi w Polsce, której recenzentami byli Michał Bilewicz, Nicole Dołowy-Rybińska oraz Jacek Zydorowicz.
Zatrudniona w Instytucie Kulturoznawstwa UAM na stanowisku profesora uczelni. Zainteresowania naukowe Marceli Kościańczuk koncentrują się na studiach nad mniejszościami, arteterapii, sztuce społecznościowej i krytycznej teorii edukacji.
Była stypendystką Prezydenta miasta Poznania za osiągnięcia naukowe związane z kulturoznawczą analizą problematyki współistnienia, dialogu i wykluczenia grup mniejszościowych (2012) oraz Ministerstwa Nauki i Szkolnictwa Wyższego dla wybitnych młodych naukowców (2014). Za pracę naukową i dydaktyczną wyróżniona Nagrodą rektora UAM III stopnia (2013).
Należy do Grupy Polskich Chrześcijan LGBTQ „Wiara i Tęcza”.

## Wybrane publikacje

### Pozycje zwarte
- O możliwościach interdyscyplinarnej współpracy między pomocą psychologiczną i animacją społeczno-kulturową w pracy z mniejszościami kulturowymi w Polsce, Wydawnictwo WNS, Poznań, 2019.
- Taktyki wizualne. Codzienność w sytuacji choroby i niepełnosprawności, Wydawnictwo UJ, Kraków, 2016.
- Oczyma Palestynek. Taktyki reinterpretacji uniwersum wartości w kontekście kategorii bezpieczeństwa i zagrożenia, Wydawnictwo WNS, Poznań, 2013.
- Tożsamość wspólnot mniejszościowych. Kulturoznawcza analiza tożsamości członków wspólnot Żydów mesjańskich, Wydawnictwo WNS, Poznań, 2012.

### Pozycje artykułowe
- Dyskryminacja, akceptacja i niewidzialność nauczycielek nieheteronormatywnych na przykładzie wypowiedzi nauczycielek pracujących w kilku polskich szkołach, Kultura i Edukacja 3/2016;
- O matce jako tożsamej. O matce jako innej. Analiza odmiennych taktyk reprezentacji fotograficznych aktów matek, ER(R)GO. Teoria – Literatura – Kultura, 33(2) (2016);
- Dyscyplinowanie uczniowskiego ciała. Analiza doświadczeń związanych ze szkołą jako miejscem bio-politycznej regulacji, Kultura i Edukacja, 3/2015;
- Realia edukacji dla palestyńskich uczniów w Izraelu, Kultura i Edukacja, 3/2014;
- Samotność i macierzyństwo - semiotyczna analiza obrazów filmowych Pedra Almodóvara, Studia Kulturoznawcze nr 1 (3), 67-82 (2013).